# Sciapus collucens
Sciapus collucens är en tvåvingeart som först beskrevs av Walker 1856.  Sciapus collucens ingår i släktet Sciapus och familjen styltflugor. Inga underarter finns listade i Catalogue of Life.